# Бил Хадър
Бил Хадър (на английски: Bill Hader) е американски комедиен актьор, писател и продуцент.

## Биография
Бил Хадър е роден 7 юни 1978 г. в Тълса, Оклахома.
От 2018 до 2021 г. участва в серийната тв трагикомедия „Бари“ {Barry} за което получава 3 награди „Еми“ (Emmy Awards).
През 2006 г. се жени за писателката и режисьорка Меги Кери {Maggie Carey} която му ражда 3 дъщери. През юни 2018 г. се развежда.